# Iota de Capricorn
Iota de Capricorn (ι Capricorni) és un estel situat a poc més d'un grau al sud de l'eclíptica a la constel·lació de Capricorn. Sense nom propi habitual, a la Xina era coneguda com Tae, un antic estat feudal d'aquest país. De magnitud aparent +4,30, s'hi troba a 216 anys llum del sistema solar.
Iota de Capricorn és una estrella gegant groga de tipus espectral G8III amb una temperatura efectiva entre 5.107 K i 5.244 K. Pràcticament idèntica a la component més brillant del Cotxer, Capella (α Aurigae) —però cinc vegades més allunyada que ella—, la seva lluminositat és 87 vegades superior a la del Sol. Té un diàmetre 13 vegades més gran que el diàmetre solar, girant sobre si mateixa amb una velocitat de rotació projectada de 5,67 km/s. Diversos estudis assenyalen una metal·licitat molt similar a la del Sol. Amb una massa 2,8 vegades major que la massa solar, la seva edat estimada es xifra entre 425 i 540 milions d'anys.
Iota de Capricorn és lleugerament variable, fluctuant la seva lluentor 0,06 magnituds. Està catalogada com a variable BY Draconis, una classe de variables les fluctuacions de les quals es deuen a diferències en la lluentor de la superfície de l'estel evidenciades per la rotació estel·lar.